# Distrito de An Nuqat al Khams
An Nuqat al Khams (en árabe: النقاط الخمس‎ An Nuqāṭ al Ḫams) es uno de los actuales veintidós distritos de Libia. Se encuentra en el noroeste libio y su capital es Zuwarah. Tiene una población de 287.662 habitantes. 
En el año 2007, luego de que se creara el sistema Shabiyah para dividir políticamente a Libia, la municipalidad de An Nuqat al Khams se convirtió en el distrito actual y además perdió un poco de su antiguo territorio.
En el norte posee costas sobre el mar Mediterráneo y, además, posee fronteras con la Gobernación de Medenine, perteneciente a Túnez.